# Симбета
Симбета (рум. Sâmbăta) — село у повіті Біхор в Румунії. Адміністративний центр комуни Симбета.
Село розташоване на відстані 400 км на північний захід від Бухареста, 36 км на південний схід від Ораді, 106 км на захід від Клуж-Напоки, 137 км на північний схід від Тімішоари.

## Населення
За даними перепису населення 2002 року у селі проживали 434 особи. Усі жителі села рідною мовою назвали румунську.
Національний склад населення села:
| Національність | Кількість осіб | Відсоток |
| -------------- | -------------- | -------- |
| румуни         | 426            | 98,2%    |
| цигани         | 5              | 1,2%     |